# Odontamblyopus tenuis
Az Odontamblyopus tenuis a csontos halak (Osteichthyes) főosztályának a sugarasúszójú halak (Actinopterygii) osztályába, ezen belül a sügéralakúak (Perciformes) rendjébe, a gébfélék (Gobiidae) családjába és az Amblyopinae alcsaládjába tartozó faj.

## Előfordulása
Az Odontamblyopus tenuis az Indiai-óceánban fordul elő. Pakisztán és Mianmar vizeiben található meg.

## Megjelenése
Ez a hal legfeljebb 12,8 centiméter hosszú. 27 csigolyája van. Szemei kezdetlegesek, és bőr fedi őket. Egyes példány alsó ajka alatt, tapogatószálak ülnek. Mellúszóinak 46-65 sugara szabadon ül. Pikkelyei a fejbe és a testbe be vannak ágyazódva.

## Életmódja
Trópusi halfaj, amely egyaránt megél a sós-, édes- és brakkvízben is. A fenék közelében tartózkodik.